# Pop Com
Pop Com est une émission de télévision française sur la communication et les médias présentée par Victor Robert et diffusée sur Canal+ le dimanche de 18 h 30 à 19 h 20 de septembre 2009 à juin 2010.
Elle succède à + Clair, émission sur les médias diffusée sur Canal+ de 2001 à 2009. Entre différents reportages sur le monde des médias et de la télévision, l'émission propose des interviews en plateau de personnalités des médias et les rubriques Made in Obama par Laurence Haïm, Télé Oléron par Chris Esquerre,Télescope et Media Circus.[réf. souhaitée]
En juin 2010, Canal+ décide de ne pas reconduire l'émission jugeant ses audiences trop faibles.